# وادي الشعبة (السعودية)
وادي الشُّعبة هو أحد أودية شبه الجزيرة العربية، ويقع في منطقة المدينة المنورة بالمملكة العربية السعودية، يبلغ طول الوادي 245 كم ومتوسط انحداره 0,6 م / كم. ينبع بالقرب من جبل المغيراء الواقع شمال قرية الدفينة، ويصب في قاع حضوضاء جنوب شرق المدينة المنورة. من أهم روافده وادي العرج، ووادي المخيط.